# Línea 350 (Buenos Aires)
La línea 350 es una línea de colectivos. Une las localidades de Pilar y Moreno con Los Cardales, Capilla del Señor, Luján y San Antonio de Areco.
La empresa empezó en el año 2005 siendo una empresa independiente tras la caída de la Empresa San José, de Lujan.
Actualmente, desde el 2008 la dueña de la empresa es Compañía Noroeste S.A.T., operador de las líneas 169, 313, 343, 350, 355, 501, 511, 261, 330, 345 operada entre la propia Compañía Noroeste S.A.T., Ruta Bus S.A., Transporte Escalada S.A.T. y Empresa 13 de Noviembre S.A.
|Flotas:
En sus inicios Contó con coches Daihatsu,Eivar,Bus,incluso hasta contó con Mercedes benz 1114, entre otros. Con la compra de la compañía Noroeste ingresaron coches usados grupo de la 343 en mayoría peveris y después se convirtió en una línea surtido de carrocerías, teniendo un alcar, Un Italbus, la favorita desde los carrozados de los 90 hasta los últimos GR, Ottaviano, Bus, todos los modelos de Peveri, Eivar,Ugarte oh1320 y americano II y III,Metalpar tronador I OF y OH y Bi-Met Corwin.

## Recorrido
- Moreno - Pilar
- Moreno - Parque Industrial de Pilar
- Moreno - Pilar - Barrio Carabassa
- Moreno - Pilar - Los Cardales
- Pilar - Ruta Prov. 6
- Pilar - Luján x Open Door
- Pilar - Luján x Ruta 34
- Pilar - Robles
- Pilar - San Antonio de Areco
- Luján - Parque Industrial de Pilar (x Open Door y Ruta Prov. 6) (Con extensión a Pilar)
- Los Cardales - Parque Industrial de Pilar - Pilar (x Ruta Prov. 6)